# Três Teresas
Três Teresas é uma série de televisão brasileira produzida por Bossa Nova Films e exibida pelo canal fechado GNT desde o dia 08 de maio de 2013 todas as quartas-feiras ás 22h30min da noite. A segunda temporada da série estreou em 22 de Setembro de 2014. É dirigida por Cláudia Alves e Luiz Villaça, e, escrita por Rafael Gomes, Leonardo Moreira, Sergio Roveri, Carolina Ziskind e Marcus Aurelius Pimenta.
Conta com Denise Fraga, Cláudia Mello e Manoela Aliperti como as protagonistas da trama.

## Sinopse
A série conta, de maneira divertida, sobre a convivência na mesma casa de três gerações de mulheres, apoiando e enlouquecendo umas às outras, dividindo o mesmo espaço e o mesmo nome. Três visões muito particulares de mundo, três olhares diferentes para problemas semelhantes, em um programa repleto de humor, sentimentos e deliciosos conflitos".

### Primeira Temporada
"Teresa (Denise Fraga) trabalha com vitrinista e é uma mulher inteligente, de bom gosto e dedicada. Depois de 16 anos de casamento com seu amor de juventude, ela decide que é hora de se separar. O Sentimento é claro: Chegou sua hora de independência, plenitude e realização - Teresa quer ter uma vida com vista para o mar. A extrema acomodação de seu ex-marido, no entanto, aliada à sua própria exaustão, faz com que Teresa, em um de seus rompantes de humor, vire a mesa das circunstâncias e volte a morar na casa de sua mãe. Começa aí uma fase definitivamente nova, embora não a que Teresa almejasse.
Teresinha (Cláudia Mello), a mãe de Teresa, jamais poderia esperar por isso. Uma mulher agitada e independente, possui uma rotina dinâmica e cheia de afazeres - alguns mais típicos, outros mais peculiares. A súbita invasão de sua casa por sua filha e neta causam em Teresinha a sensação de perda da independência: ao mesmo tempo que passa a ser mãe e avó em tempo integral, de alguma forma transforma-se novamente em filha. Teresinha, no entanto, lutará bravamente por seus hábitos e seu espaço, com a energia, a disposição e o gosto pela aventura de uma avó moderna e articulada.
Em meio as duas está Tetê (Manoela Aliperti), filha e neta. Ela é esperta, sarcástica e afiada. Seu olhar para os dramas de sua idade, e para o mundo feminino instalado à sua volta, é aguçado e provocador. Tetê tem uma relação de amor e ódio com Lucas (João Côrtes), seu 'quase-namorado'. Revoltada com a mudança de casa, ela vive às turras com a mãe e com suas decisões impulsivas, mas o novo cotidiano intensifica seus laços com a avó. Tetê possui uma maneira prática e decidida, às vezes cínica - de resolver os problemas e não raro é ela quem vai sobrepor a Teresa e a Teresinha em termos de sensatez e amadurecimento.
Por fim, coroando a inesperada reorganização familiar e espacial por que passarão as três Teresas, descobre-se que a casa de Teresinha - uma espécie de quarta protagonista da trama - está seriamente endividada. A manutenção e a iminente possibilidade de perda do imóvel, portanto, atuará com fator extra de dificuldades, mas também como ponto de união e afeto entre as personagens".

### Segunda Temporada
Nesta segunda temporada, a série tratará de mudanças e relacionamentos. Logo no início, reencontramos as três Teresas vivendo e desfrutando de uma realidade que agora é definitivamente comum a todas: estão estabilizadas, morando juntas, bem resolvidas com a vida coletiva.Teresa está feliz, bem no trabalho, com as dívidas de Teresinha quase todas pagas e governa a casa – e as outras Teresas – com mão firme. Já Tetê, prestes a fazer 18 anos, tenta amadurecer, investindo em um relacionamento aberto, enquanto Teresinha reinicia a série como uma perfeita adolescente, empolgada e inconsequente.
Mas de perto as coisas nem sempre são o que parecem. Envolvida nas várias reviravoltas de sua vida pessoal e profissional, sempre em busca de uma felicidade que nem ela sabe direito onde está, Teresa não percebe que está perdendo a sua verdadeira vista para o mar: Tetê e Teresinha de repente estão seguindo suas vidas e navegando para longe, causando uma possível separação definitiva das três Teresas.
Após uma tragédia que abalará a família, as três terão que traçar novos rumos e repensar suas vidas, trilhando caminhos que podem as distanciar. Suas novas fases as levarão cada vez mais para longe da casa e das outras Teresas – talvez definitivamente.

## Elenco
| Atriz / Ator     | Personagem                    |
| ---------------- | ----------------------------- |
| Denise Fraga     | Teresa Maria Rodrigues        |
| Cláudia Mello    | Teresa Rodrigues (Teresinha)  |
| Manoela Aliperti | Teresa Rodrigues Mello (Tetê) |
| Enrique Díaz     | Rodrigo Mello (Ringo)         |
| João Côrtes      | Lucas                         |

### Participações especiais
| Atriz / Ator      | Personagem |
| ----------------- | ---------- |
| Luciana Paes      | Michele    |
| Arthur Kohl       | Nelson     |
| Marcelo Laham     | Fernando   |
| Márcia Manfredini | Matilde    |
| Sergio Siviero    | Arthur     |
| Luciana Carnielli | Márcia     |
| Joao Buk          | Pegador    |

## Episódios
| Lista de Episódios | Lista de Episódios | Lista de Episódios | Lista de Episódios                            | Lista de Episódios     |
| Temporada          | Nº na série        | Nº na temporada    | Título                                        | Data de Exibição       |
| ------------------ | ------------------ | ------------------ | --------------------------------------------- | ---------------------- |
| 1                  | 1                  | 1                  | "Vista para o Mar"                            | 08 de maio de 2013     |
| 1                  | 2                  | 2                  | "Provisoriamente Definitivo"                  | 15 de maio de 2013     |
| 1                  | 3                  | 3                  | "A Flecha Preta do Ciúme"                     | 22 de maio de 2013     |
| 1                  | 4                  | 4                  | "O Inferno são os Outros"                     | 29 de maio de 2013     |
| 1                  | 5                  | 5                  | "Condições Anormais de Temperatura e Pressão" | 05 de junho de 2013    |
| 1                  | 6                  | 6                  | "Turista Acidental"                           | 12 de junho de 2013    |
| 1                  | 7                  | 7                  | "Um Corpo que Cai"                            | 19 de junho de 2013    |
| 1                  | 8                  | 8                  | "Sonhos de Uma Noite de Verão"                | 26 de junho de 2013    |
| 1                  | 9                  | 9                  | "Como Nossos Pais"                            | 03 de julho de 2013    |
| 1                  | 10                 | 10                 | "Vende-se"                                    | 10 de julho de 2013    |
| 1                  | 11                 | 11                 | "Adivinhe Quem Vem Para Jantar?"              | 17 de julho de 2013    |
| 1                  | 12                 | 12                 | "24 Minutos Para o Fim do Mundo"              | 24 de julho de 2013    |
| 1                  | 13                 | 13                 | "Todos Dizem Eu Te Amo"                       | 31 de julho de 2013    |
| 2                  | 14                 | 1                  | "Prova de Fogo"                               | 22 de setembro de 2014 |
| 2                  | 15                 | 2                  | "Incêndios"                                   | 29 de setembro de 2014 |
| 2                  | 16                 | 3                  | "A Banda Mais Bonita da Cidade"               | 06 de outubro de 2014  |
| 2                  | 17                 | 4                  | "A Morte do Caixeiro Viajante"                | 13 de outubro de 2014  |
| 2                  | 18                 | 5                  | "De Onde Estou Já Fui Embora"                 | 20 de outubro de 2014  |
| 2                  | 19                 | 6                  | "Dinâmica de Grupo"                           | 27 de outubro de 2014  |
| 2                  | 20                 | 7                  | "Esse Tipo de Mulher"                         | 03 de novembro de 2014 |
| 2                  | 21                 | 8                  | "Um Bonde Chamado Desejo"                     | 10 de novembro de 2014 |
| 2                  | 22                 | 9                  | "Tudo Bem"                                    | 17 de novembro de 2014 |
| 2                  | 23                 | 10                 | "Navegar É Preciso"                           | 24 de novembro de 2014 |
| 2                  | 24                 | 11                 | "De Repente"                                  | 01 de dezembro de 2014 |
| 2                  | 25                 | 12                 | "Como Se Fosse a Primeira Vez"                | 08 de dezembro de 2014 |
| 2                  | 26                 | 13                 | "Uma Mulher sob Influência"                   | 15 de dezembro de 2014 |

## Ligações Externas
- Três Teresas. no IMDb.
- Página Oficial no GNT
- 3 Teresas no Muu